# Meladema coriacea
Meladema coriacea är en skalbaggsart som beskrevs av François Louis Nompar de Caumont de Laporte 1835. Meladema coriacea ingår i släktet Meladema och familjen dykare. Inga underarter finns listade i Catalogue of Life.

## Bildgalleri

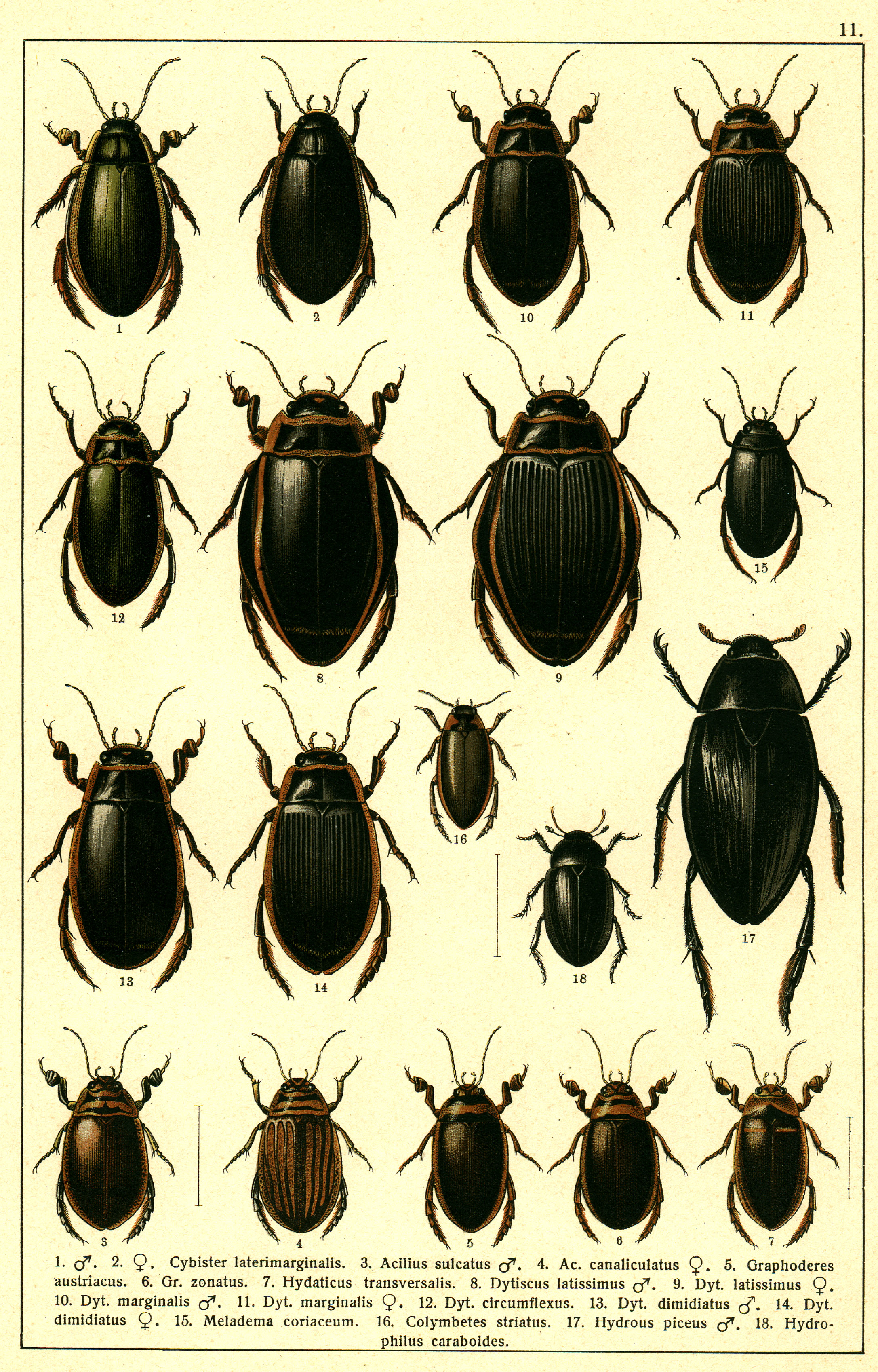
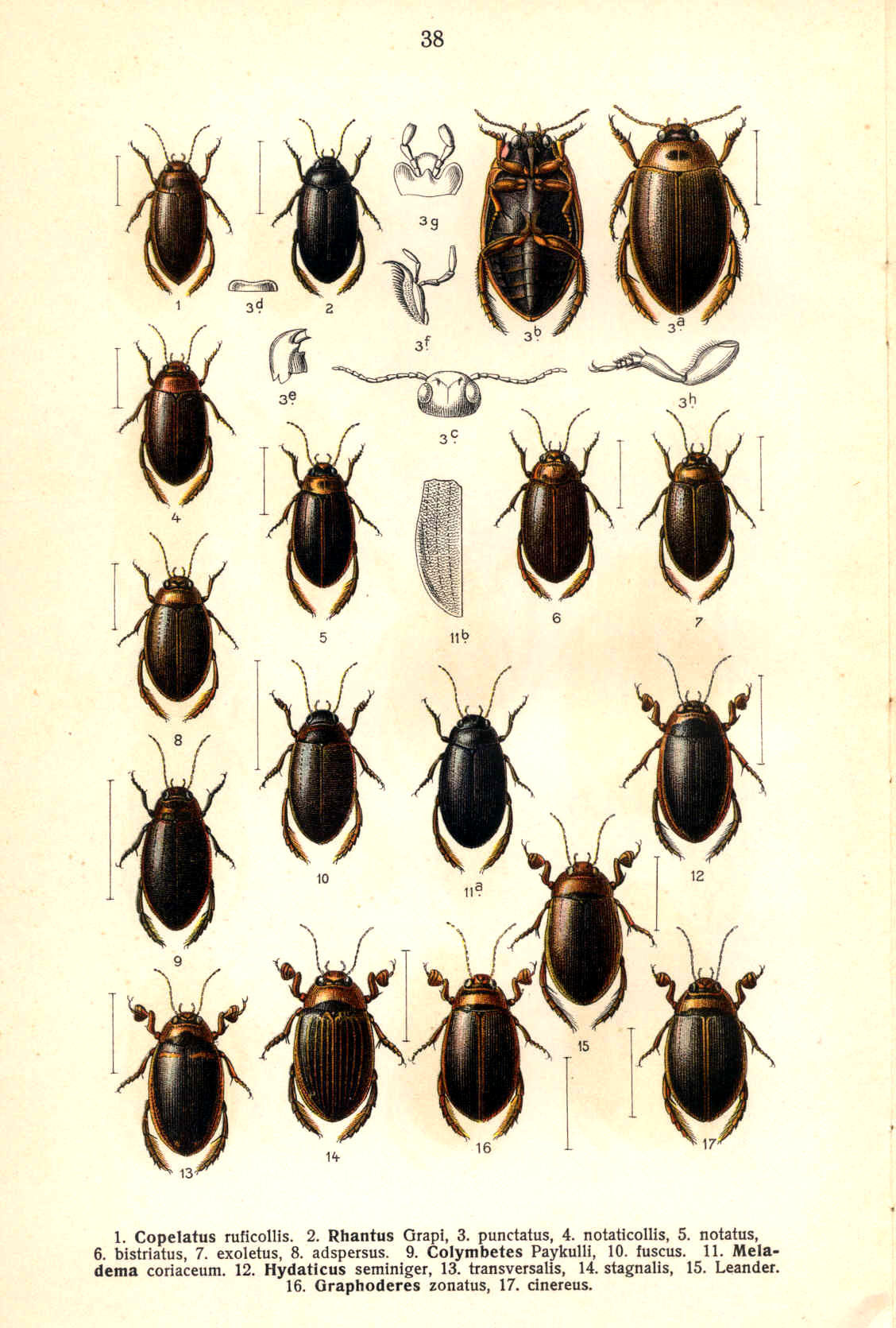
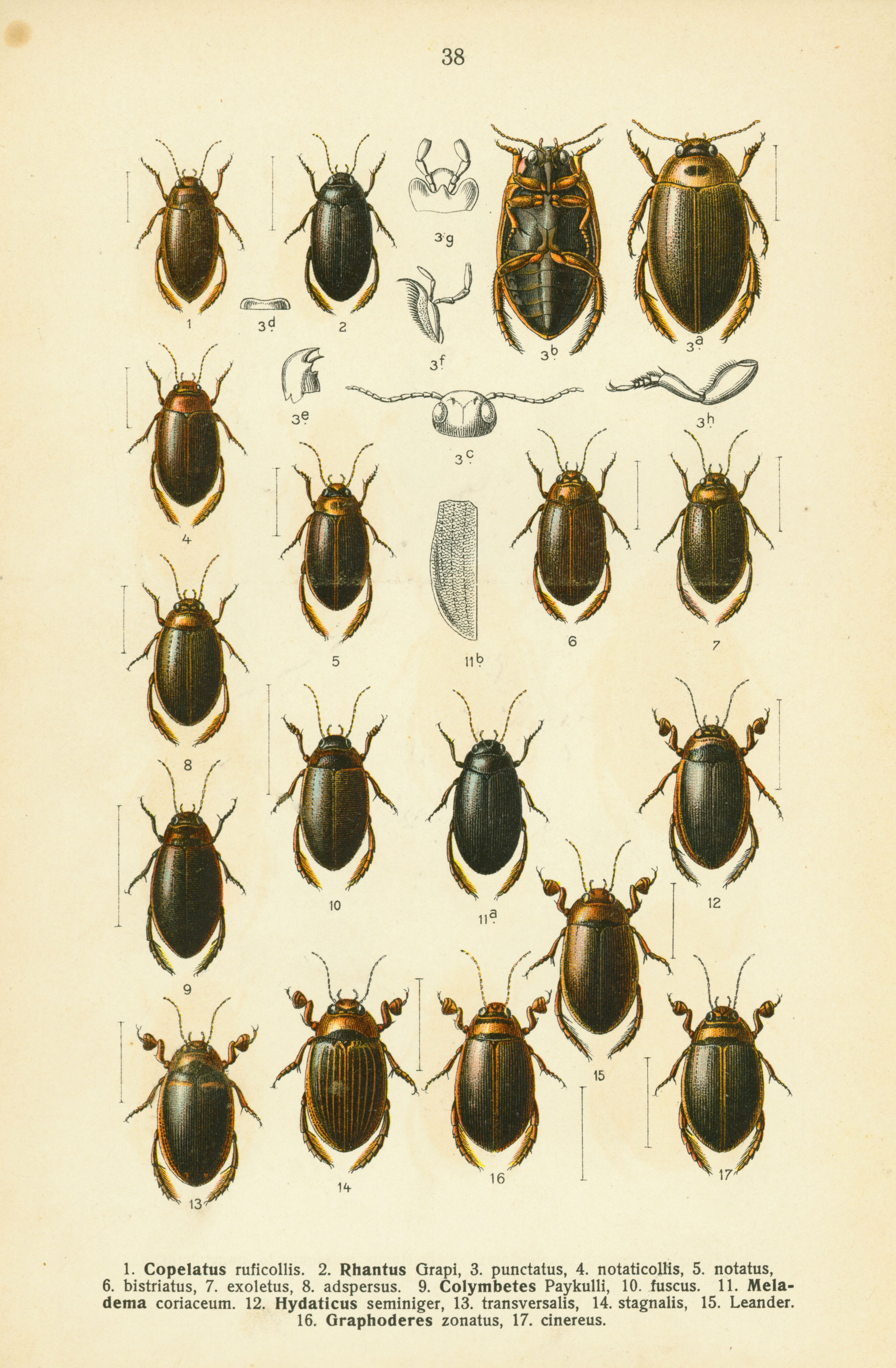